# Peter R. Huttenlocher
Peter R. Huttenlocher (ur. 23 lutego 1931 w Oberlahnstein, zm. 15 sierpnia 2013 w Chicago) – niemiecko-amerykański lekarz neurolog i pediatra.
W wieku 18 lat wyemigrował do Stanów Zjednoczonych, gdzie studiował medycynę na Uniwersytecie Stanu Nowy Jork w Buffalo, a potem na Uniwersytecie Harvarda. Po uzyskaniu tytułu doktora medycyny (MD) wykładał neurologię i pediatrię na Uniwersytecie Yale i, od 1976 do 2005 (w którym to roku przeszedł na emeryturę), na Uniwersytecie Chicagowskim.
Zespół Alpersa nazywany jest też niekiedy zespołem Alpersa-Huttenlochera.

## Prace
- Neural Plasticity: The Effects of Environment on the Development of the Cerebral Cortex (Perspectives in Cognitive Neuroscience). Harvard University Press, Cambridge 2002, ISBN 978-0-674-00743-7
- Synaptic density in human frontal cortex. Developmental changes and effects of aging. „Brain Research”, 16 marca 1979, 163, s. 195–205